# SV Britannia
Pour les articles homonymes, voir Britannia.
Maillots
Le SV Britannia est un club arubais de football basé à Piedra Plat.

## Histoire
Fondé le 12 octobre 1958, le SV Britannia ne participe au championnat national qu'à partir des années 2000 et commence à enrichir son palmarès en 2005 avec un premier titre de champion. Trois autres suivront, le dernier est acquis en 2014. C'est en Coupe d'Aruba que Britannia est réellement performant puisqu'avec sept titres, c'est de loin la meilleure équipe au palmarès.
Le club a pris part à trois campagnes en CFU Club Championship, en 2005, 2006 et 2009. La première et la troisième se sont achevés dès le premier tour préliminaire, la seconde a vu le club terminer dernier de son groupe, avec un seul match nul décroché face à la formation de New Vibes, des îles Vierges américaines.

## Palmarès
- Division di Honor (5) :
  - Vainqueur en 2005, 2009, 2010 et 2014, 2024

- Coupe d'Aruba (7) :
  - Vainqueur en 2008, 2009, 2010, 2011, 2013, 2015 et 2017
  - Finaliste en 2016